# Nervión
De Nervión (in het Spaans) of Nerbioi (in het Baskisch) is een rivier in het noorden van Spanje met een lengte van 72 kilometer. Deze rivier stroomt in noordelijke richting in zijn geheel door de regio Baskenland en mondt voorbij de stad Bilbao door de haven van Bilbao uit in de Golf van Biskaje.
De Nervión ontspringt in een bergachtig gebied in de Baskische provincie Álava. Kort na de bron stroomt de rivier ten zuiden van het dorpje Delika een kloof binnen en vormt hier een 270 meter hoge waterval. Na een aantal kleinere steden als Orduña, Amurrio en Llodio te zijn gepasseerd bereikt de Nervión bij Arrigorriaga het stedelijk gebied van Bilbao. Bij het samengekomen met de Ibaizabal vormt de Nervión een estuarium genaamd Ría de Bilbao. Het getijverschil in dit estuarium is merkbaar tot 15 kilometer landinwaarts. De Nervión mondt ten slotte uit in de zee ter hoogte van Santurtzi, waar een van de belangrijkste zeehavens van Noord-Spanje ligt.
De belangrijkste zijtakken van deze rivier zijn de Cadagua en de Ibaizabal. Hoewel de Nervión minder water aanvoert dan de Ibaizabal wordt de rivier die door Bilbao stroomt officieel de Nervión genoemd. Hierover bestaat plaatselijk veel discussie.
Een van de meest bijzondere kunstwerken over de Nervión is de Brug van Biskaje in Portugalete.